# 宮本留吉
宮本 留吉（みやもと とめきち、1902年9月25日 - 1985年12月13日）は、兵庫県出身の元プロゴルファー。

## 来歴
小学生の頃、生家の近くにあった神戸ゴルフ倶楽部で週末にキャディとして働き、見様見真似でゴルフを覚える。その後はいくつかの仕事を経て、1925年に茨木カンツリー倶楽部でプロとなり、1926年には日本最古のプロトーナメント・日本プロの第1回大会で優勝。プロゴルフの黎明期で出場者は僅か6人、大会は36ホールストロークプレーであったが、開催は1日だけの2ラウンドで争われた。試合は3人のシーソーゲームとなり、結局36ホール終了して同スコア。2人がスコア誤記で失格となると、2人によるプレーオフとなり、36ホールが5日後に行われた。この時の相手である福井覚治は日本人プロ第1号で宮本の師匠にあたるばかりか、後に宮本が没頭するクラブ造りも習った仲であった。プレーオフの宮本は好調で、7打差で純銀のカップを手にしした。
1929年には安田幸吉と共に日本人プロ初の海外遠征としてハワイアンオープンに参戦し13位、1931年11月から浅見緑蔵らと初のアメリカ本土遠征を敢行。1932年には単身でアメリカに残り、単独でアメリカツアーに挑戦。車で広いアメリカ大陸を駆け回り、「日本からゴルファーが来ている」と、アメリカでも評判になる。身長160cm、体重60kgと小柄ながら結構飛ばすとの噂もたち、フロリダにいた宮本に、引退していたボビー・ジョーンズとのエキシビションマッチの話が舞い込んでくる。当時のジョーンズはマスターズ創設とオーガスタGC設立に奔走していたが、まだまだ腕前は衰えていなかった。宮本は回顧録にジョーンズの印象を書いており、「ふっくらした面長の顔だち。だが、鷲のような鋭い目つき」が印象的であった。アメリカツアーの練習日に組まれたエキシビションには、数千人の観衆が集まるなどジョーンズの人気は全く衰えておらず、宮本とジョーンズに2人が加わってダブルス形式で始まる。ジョーンズがティーショットを260ヤードまで飛ばし、他の2人はその手前で止まったが、最後に打った宮本の球は、ジョーンズの真横に並ぶ。宮本の技量に感じいったのか、ジョーンズは「賭けようか」と宮本に誘い、賭け金は5ドルとなった。アウトが終わって、ジョーンズの1アップ。15番で逆に宮本の1アップと一進一退となるが、最終18番でジョーンズはバンカーに入ってしまう。宮本は2アップで勝ち、ギャラリーも興奮して握手攻めに会う。宮本も「私の生涯におけるもっとも輝かしい日である」と回想しており、ロッカーで「ヘーイ、トム」とジョーンズが笑顔で宮本を呼び止めると、5ドル紙幣を渡した。宮本は紙幣にサインしてもらうが、5ドル紙幣は後に額に入れて宮本家に飾られ、1974年に日本ゴルフ協会のゴルフミュージアムが廣野ゴルフ倶楽部に設立された時に寄贈された。
アメリカで宮本が交流を深めたプロも多く、ジーン・サラゼンとも文通していた。「トム・ミヤモト」は愛称「トミー」と呼ばれ、愛された存在であった。同年は単身で全英オープンにも挑み、日本人初のメジャー出場を果たすと、再びアメリカに戻って全米オープンにも参戦。日本オープンで挙げた6勝は大会最多であり、1930年の同大会では19打差の圧勝で2連覇を達成。現在のミズノが1933年に日本初のクラブ造りを始めた時、スーパーバイザーとして呼ばれる。
1940年のフィリピンオープンでは2日目終了時で首位のジャグ・マックスペイドン（ アメリカ合衆国）から1打差の2位に付け、最終日の前半には72をマークし、通算3アンダー213でマックスペイドンに並んだが、雨が降り始めた午後の最終ラウンドは79と苦戦し、通算4オーバー292で勝ったマックスペイドンから5打差の3位に終わった。大会後にはセブ島に渡り、セブオープンに参加し、ノーマン・フォン・ニダ（ オーストラリア）、ラリー・モンテス（ フィリピン）に次いで3位に入っている。
第二次世界大戦後は50歳の時に銀座に室内練習場を備えたゴルフ用品販売店「フェアウェー」を開店し、自宅ではクラブ造りの工房を始める。当時、ゴルフがブームになりかけた頃で、日本オープン6勝の宮本が造る「トム・ミヤモト」ブランドのクラブは人気であった。ドライバーで1年待ちは当たり前で、宮本も職人の誇りがあり、オーダーされてもすぐ造ることはせず、客のスイングを自らチェックして客の体格、技量に合ったクラブを造っていた。
1985年12月13日死去。83歳没。
2012年には浅見緑蔵、戸田藤一郎、中村寅吉、小野光一、小針春芳、林由郎と共に第1回日本プロゴルフ殿堂入りを果たす。

## 主な優勝
- 1926年 - 日本プロ
- 1928年 - 関西オープン
- 1929年 - 日本オープン、日本プロ
- 1930年 - 日本オープン
- 1931年 - 関西オープン
- 1932年 - 日本オープン、関西プロ
- 1933年 - 関西プロ
- 1934年 - 日本プロ
- 1935年 - 日本オープン
- 1936年 - 日本オープン、日本プロ
- 1940年 - 日本オープン
- 1941年 - 関西プロ
- 1942年 - 関西プロ
- 1950年 - 関西オープン
- 1951年 - 関西オープン